# Tour de Pologne 1958
15. edycja wyścigu kolarskiego Tour de Pologne odbyła się w dniach 9–21 września 1958. Rywalizację rozpoczęło 96 kolarzy, a ukończyło 51. Łączna długość wyścigu – 2036 km.
Pierwsze miejsce w klasyfikacji generalnej zajął Bogusław Fornalczyk (LZS Myszków) – pierwszy zwycięzca TdP reprezentujący LZS, drugie Constant Goosens (Belgia), a trzecie Stanisław Gazda (Start Bielsko).
Organizatorzy jubileuszowego 15.TdP i 30-lecia Pierwszego Biegu Dookoła Polski zadbali, by impreza miała uroczystą oprawę, i to im się udało. Zapewniono wspaniałą, jak na owe czasy obsadę. Zaproszono Anglików, Austriaków, Jugosłowian, Francuzów, Holendrów, kolarzy NRD, a przede wszystkich bardzo dobrych zawodników z Belgii, pod wodzą trenera Lucien Acou. Zaproszono wszystkich dotychczasowych zwycięzców Tour de Pologne, a gratulacje najlepszym kolarzom składał na mecie w Warszawie pierwszy triumfator TdP Feliks Więcek. Sędzią głównym wyścigu był Zygmunt Wisznicki.

## Etapy
| Etap      | Data        | Start – meta              | Długość (km) | Zwycięzca etapu            | Lider               |
| I etap    | 9 września  | Warszawa – Białystok      | 187          | Constant Goosens           | Constant Goosens    |
| II etap   | 10 września | Białystok – Olsztyn       | 165          | Richard Everaerts          | Constant Goosens    |
| III etap  | 11 września | Olsztyn – Gdynia          | 196          | Eugene Vandenbroeck        | Constant Goosens    |
| IV etap   | 13 września | Gdynia – Toruń            | 256          | Bogusław Fornalczyk        | Constant Goosens    |
| V etap    | 14 września | Toruń – Poznań            | 155          | Adam Wiśniewski            | Richard Everaerts   |
| VI etap   | 15 września | Poznań – Wałbrzych        | 255          | Constant Goosens           | Constant Goosens    |
| VII etap  | 16 września | Wałbrzych – Opole         | 188          | Stanisław Królak           | Bogusław Fornalczyk |
| VIII etap | 17 września | Opole – Bielsko-Biała     | 174          | Johannes Albert Geldermans | Bogusław Fornalczyk |
| IX etap   | 19 września | Bielsko-Biała – Nowa Huta | 130          | Constant Goosens           | Zygmunt Kaczmarczyk |
| X etap    | 20 września | Nowa Huta – Radom         | 208          | Stanisław Królak           | Bogusław Fornalczyk |
| XI etap   | 21 września | Radom – Warszawa          | 104          | Janusz Paradowski          | Bogusław Fornalczyk |

## Końcowa klasyfikacja generalna

### Klasyfikacja indywidualna
| Poz. | Zawodnik                   | Kraj     | Zespół              | Czas (średnia km/h)       |
| ---- | -------------------------- | -------- | ------------------- | ------------------------- |
| 1.   | Bogusław Fornalczyk        | Polska   | LZS Myszków         | 51h 10' 55" (39,819 km/h) |
| 2.   | Constant Goosens           | Belgia   | Belgia              | +02' 27"                  |
| 3.   | Stanisław Gazda            | Polska   | Start Bielsko       | +04' 14"                  |
| 4.   | Zbigniew Głowaty           | Polska   | Włókniarz Niemodlin | +05' 58"                  |
| 5.   | Stanisław Królak           | Polska   | Sarmata Warszawa    | +07' 02"                  |
| 6.   | Richard Everaerts          | Belgia   | Belgia              | +07' 34"                  |
| 7.   | Johannes Albert Geldermans | Holandia | Holandia            | +09' 21"                  |
| 8.   | Andrzej Piechaczek         | Polska   | Ruch Chorzów        | +09' 46"                  |
| 9.   | Zygmunt Kaczmarczyk        | Polska   | Gwardia Katowice    | +10' 37"                  |
| 10.  | Jörg Grünzig               | NRD      | NRD                 | +12' 16"                  |

### Klasyfikacja drużynowa
Klasyfikacji drużynowej nie przeprowadzano.

### Klasyfikacja najaktywniejszych
| 1. | Constant Goosens           | Belgia   | 49 pkt. |
| 2. | Stanisław Królak           | Polska   | 43 pkt. |
| 3. | Johannes Albert Geldermans | Holandia | 30 pkt. |
| 3. | Adam Wiśniewski            | Polska   | 30 pkt. |